# 민주당 (홍콩)

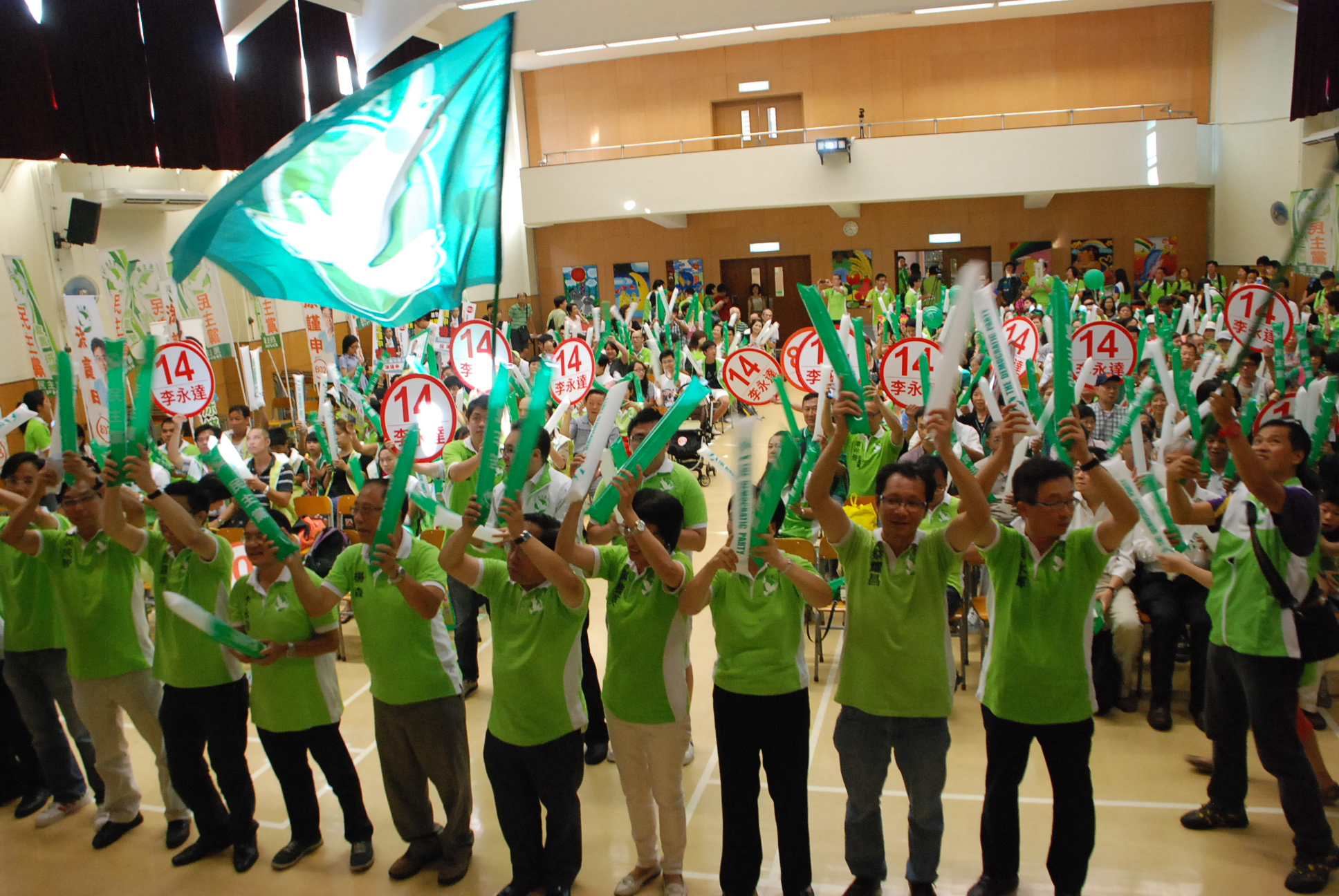

민주당(民主黨)은 홍콩 민주파에 속하는 1994년에 창당한 홍콩의 자유주의 정당으로, 현재 민주당의 당수는 우치라이이다.

## 분파
- Mainstreamers- 중도주의
  - '주류계파이다, 당에서 중도주의를 이끄는 영섬, 청만봉, 이윙타트는 알버트 호, 신청카이, 틱치유엔을 포함한 멤버로 구성되어 있다. 1999년 이 대표는 민주당이 중산층 이익의 대표 역할을 할 수 있도록 노력해야 하며, 의회 정치와 거리 행위의 균형을 잡아야 한다고 주장했다. Yeong과 Lee는 각각 2002년부터 2004년까지 그리고 2004년부터 2006년까지의 당 대표였다.
- Meeting Point- 자유보수주의, 보수자유주의, 경제적자유주의
  - 로치킨, 앤드류 펑, 앤서니 청 전 Meeting Point 회장이 이끄는 Meeting Point 전 멤버들로 구성되었다. Meeting Point는 보다 친중, 친시장, 온건한 의제를 선호한다. 또한 투쟁에 대한 베이징 및 홍콩 정부와의 대화와 거리행동에 대한 의회정치를 강조한다. 앤서니 청은 2004년 당을 탈퇴하고 2012년 렁춘잉에 의해 교통주택부 장관으로 임명되었으며, 앤드류 펑은 불쾌한 태도로 2012년 당을 그만두고 2013년 정부의 정보조정관으로 임명되었다.
- Young Turks- 사회민주주의, 민주사회주의, 좌익대중주의
  - 스티브 궈룽, 창킨싱, 앤드루 쳉, 앨버트 챈, 에릭 웡청기 등 비교적 급진적이고 좌익 및 친그라스뿌리 활동가와 지역 당원으로 구성되어 있다. 앤드류 토가 이끄는 Young Turks들은 당의 전략대로 의회정치를 둘러싼 대화와 대중운동을 놓고 투쟁해야 한다고 믿었다. 최저임금과 같은 풀뿌리 플랫폼 채택도 제안했다. Young Turks들은 기강이 서툰 젊은 정치인들의 집단이었고, 명확한 지도자, 일관된 이념이나 지위가 없는 몇몇 막연한 공통관념만을 가지고 있었기 때문에 조직화된 파벌이라기보다는 '행동파'에 가까웠다. Young Turks 들은 1998년 당 대표 선거에서 로진섹을 앤서니 청에 대항해 부위원장에 출마하도록 지명함으로써 당 지도부에 도전을 시도했다.라우는 2000년에 당에서 제명되었고 앤드류 토, 창킨싱, 앨버트 찬은 당을 떠났으며, 이후 2006년에 사회민주련선을 결성하였다.
- Reformists- 사회자유주의, 자유사회주의, 진보주의
  - 많은 원래의 Young Turks 들이 떠나면서 새로운 개혁파 그룹이 2004년 선거와 2006년 선거에서 의장 선거에 출마한 찬 킹밍과 입법위원 앤드루 쳉을 포함한 주류당 지도부에 대항하는 제1야당 파벌로 부상했다. 개혁주의자들의 근거지였던 신영토 동부는 개혁주의자들의 거점이었고, 찬 킹밍은 신영토 동부지부의 의장이었고, 앤드류 쳉은 같은 선거구 출신의 입법자였다. 그 파벌은 2006년 당 내 조사를 이끈 중국의 스파이 활동에 연루되었다. 앤드루 쳉과 다른 개혁주의자들은 당이 논란이 되고 있는 선거 개혁안을 지지한 후 사임했다. 이들 중 상당수는 2010년 결성된 네오민주당의 중추부가 됐다.

## 같이 보기
- 사회민주련선
- 민주파
- 홍콩의 정당